# Stari Ras
Stari Ras (serbi cirílic: Стари Рас; català: Antiga Ras), conegut en la seva època com Ras, va ser una de les primeres capitals de l'estat medieval serbi de Raška, i la més important durant un llarg període. Està inscrita en la llista del Patrimoni de la Humanitat de la UNESCO des del 1979.
Situada a la regió d'avui de Raška o Sandžak (nom turc), Sèrbia, la ciutat va ser al centre de l'estat medieval que va començar a estendre's en totes direccions. Va ser fundat entre els segles viii i X i fou abandonat en algun moment del segle xiii.
La seva posició favorable a la zona coneguda com l'antiga Sèrbia, al llarg de la gorja de Raška, a la cruïlla entre la mar Adriàtica i el Principat de Zeta, a l'oest de Bòsnia i a l'est de Kosovo, s'afegí a la seva importància com a ciutat.
Hi ha un grup impressionant de monuments medievals que consisteix en fortaleses, esglésies i monestirs. El monestir de Sopoćani ens recorda els contactes entre el món occidental i el romà d'Orient.
Avui en dia la ciutat està en ruïnes, no tancades i en la seva majoria sense protecció, prop de la ciutat de Novi Pazar, que probablement va començar la seva existència com un enclavament comercial de Ras. No obstant això, hi ha plans per a la futura reconstrucció del lloc. Stari Ras, en combinació amb el proper monestir de Sopoćani, forma part del Patrimoni de la Humanitat. El monestir de Stari Ras del segle xii va serreconstruït i també pot ser inclòs en la Llista del Patrimoni Mundial de la Humanitat amb els altres monuments.
Stari Ras i Sopoćani, llocs del Patrimoni Mundial de la Humanitat, no són gaire lluny un de l'altre, i són del Patrimoni de la Humanitat de Sèrbia, amb el magnífic monestir medieval i les esglésies de Studenica. L'església del segle viii de Petrova és una de les més antigues dels Balcans.